# Franz Stofel
Xaver Stärfel, alias Franz Stofel, (5 octobre 1915 - 13 décembre 1945) était un officier allemand de la Schutzstaffel, SS-Hauptscharführer et commandant du sous-camp de Kleinbodungen (camp de Dora) pendant la Seconde Guerre mondiale. Arrêté par les Alliés et reconnu coupable de crimes de guerre dans le procès de Belsen, Stofel est exécuté dans la prison de Hamelin en 1945.

## Biographie
Stärfel est né à Hambourg, en Allemagne en 1915.
D'octobre 1934 à 1935, il sert dans la Reichswehr, mais il décide de rejoindre la SS en avril 1936, jugeant qu'il aura un meilleur avenir professionnel dans cette organisation. Il est affecté à la SS-Totenkopfverbände au camp de concentration de Dachau. De mars 1939 à janvier 1944, Stärfel dirige de petits groupes de travailleurs forcés dans la zone d'entrepôt de Dachau. À la mi-janvier 1944, il est transféré au complexe du camp de concentration de Mittelbau-Dora et est promu Kommandoführer (commandant de détachement) en août 1944 pour la construction d'un sous-camp à Kleinbodungen. Du 3 octobre 1944 jusqu'au début d'avril 1945, il est le chef du sous-camp de Kleinbodungen, dirigeant environ 620 prisonniers étrangers contraints de travailler dans le Mittelwerk, une installation de construction souterraine pour les missiles A4 (plus connue sous le nom de V2).
Quelques semaines avant la fin de la guerre, alors que la 9e armée des États-Unis s'approche de Mittelbau-Dora, Stofel reçoit de Wilhelm Dörr l'ordre d'évacuer Kleinbodungen le 4 avril 1945. Stofel a été l'un des 45 SS, qui a mené une "marche de la mort". Les prisonniers de Kleinbodungen ont été transférés au camp de concentration de Bergen-Belsen en Basse-Saxe. Pendant le voyage, les SS ont mené de nombreuses exécutions sommaires de prisonniers qui tentaient de s'échapper ou qui ralentissaient la progression de la marche. Le 11 avril 1945, les 590 prisonniers restants arrivent à Bergen-Belsen.

## Arrestation et exécution
Le 15 avril 1945, le camp de concentration de Bergen-Belsen est libéré par les troupes britanniques, qui trouvèrent 60 000 survivants et 10 000 cadavres. Les Britanniques imposent aux personnels du camp SS d’enterrer de leurs propres mains les corps des déportés. Stärfel est ensuite arrêté par des militaires britanniques et interrogé. Il est inculpé avec 45 autres criminels de guerre devant un tribunal militaire britannique de Lüneburg dans le cadre du procès de Belsen. Il plaide non coupable aux accusations mais a néanmoins été reconnu coupable et condamné à mort par pendaison le 17 novembre 1945. Il est exécuté dans la prison de Hamelin le 13 décembre 1945 par le bourreau Albert Pierrepoint, aidé par un assistant.